# Железница (област Благоевград)
Вижте пояснителната страница за други значения на Железница.
Желѐзница е село в Югозападна България. То се намира в община Симитли, област Благоевград.

## Население

### Етнически състав
Преброяване на населението през 2011 г.
Численост и дял на етническите групи според преброяването на населението през 2011 г.:
|                     | Численост |
| Общо                | 368       |
| Българи             | 340       |
| Турци               | 4         |
| Цигани              | 17        |
| Други               | -         |
| Не се самоопределят | -         |
| Неотговорили        | 7         |

## География
Село Железница се намира северно от Симитлийската котловина. Отстои на 3,5 км от общинския център град Симитли и на 15 км от областния център гр. Благоевград. На север граничи със землището на с. Мощанец и с. Покровник. На изток пресича река Струма при Долно Церово и граничи със землището на с. Градево и Горно Ораново. На юг селото граничи със землището на град Симитли, с. Докатичево и с. Тросково. Западната му граница е до с. Дебочица и село Падеж. През Железнишкия пролом преминава международната железопътна линия София-Кулата и международен път Е-79, които имат важно транспортно и икономическо значение за эбщината, областта и страната. Средната надморска височина е 600 м. Железница има умерено-континентален климат. По поречието на река Струма прониква средиземноморско течение.
Средномесечните температури са между 18 – 20 градуса. Най-високите летни температури достигат 39 – 40 градуса, а най-ниските до минус 10 – 12 градуса. Валежите средногодишно са около 60 – 80(?) литра на m². Преобладават пролетно-летните дъждове.

## История
В землището на селото на запад от Струма има малка могила Градището с антични останки. Срещу Градището, източно от Струма се намира стара римска крепост със същото име Градище, която е била наблюдателница на пътя край Струма. Градището край Железница е играело помощна роля. Според легенди двете крепости са били свързани с мост и подземен тунел под нивото на Струма.
По време на Второто българско царство, поради наличието на желязна руда в Железница започва да се развива рудодобив и обработка на желязо. Железната руда се добивала и преработвала в района на местност, която сега се нарича Леярната. Останки от тази дейност и сега се срещат в тези местности. Създавани са и ковачници, в които се обработвало добитото желязо.
През XVI век Доброта войвода организира съпротивата на селото срещу потурчването. На втория ден от Великден 1625 година имало събор, провеждан в местността Попадиин рид, на който идвали както хора от селото, така и жители на околните села. На този ден било нарочено и ислямизирането, но Доброта войвода и неговата дружина, както и чети от останалите села, обградили къщата на чорбаджията Лазар, където отсядали бейовете и след жестока битка между хайдути и турци българите надделяват и не предават вярата си. За да не пострадат от отмъщението на турците, Доброта войвода извежда селяните и добитъка извън селото и запалват къщите си, повеждайки 300 – 400 железничани да търсят ново землище за по-добър живот. Някои се заселват в земите около Дупница, но по-голямата част се заселват в източните поли на Витоша, където създават малкото си село, наречено Железница.
Църквите в селото са „Свети Илия“ (1874), „Успение Богородично“ (Бялата Църква), Атанасова Църква и „Свети Дух“. Село Железница участва и в изграждането на Рилския манастир, което е отбелязано в летописната книга на манастира.
Към средата на XIX век обучението от килийно става светско. В летописната книга на църквата „Свети Илия“ са записани имената на учителите, преподавали в Железнишкото училище, сред тях е и името на Ангел Кънчев, съратник на Левски.
В края на XVIII и началото на XIX век дружини от селото повеждат войводите Ангел и дъщеря му Румена войвода. След Руско-турската освободителна война през 1878 година радостта на жителите е помрачена, заради откъсването на Македония и Тракия от България. През 1880 година тридесет железничани участват в Кресненско-Разложкото въстание, водени от Георги Костов. Чест гост на Железница е и Яне Сандански, който подготвя комитет на ВМРО.
В 1891 година Георги Стрезов пише за селото:
| „ | Железница, лежи на З от Джумая на разстояние от 3 часа. Църква, в която се чете по български, и 1 попско училище с 13 ученика. Тук се ражда първо качество тютюн. Къщите са на брой до 200, чисти българе. | “ |

Към 1900 година според известната статистика на Васил Кънчов („Македония. Етнография и статистика“) населението на селото брои 1100 души, всичките българи-християни.
В село Железница на 23 септември 1902 година пуква първата пушка на Горноджумайското въстание. Водят се кървави боеве. Всичко е отразено достоверно във вестник Свобода или Смърт в брой 7 от 24-03-1903 година. Тогава Железница преживява второто си разселване. От 300 къщи остават по-малко от 150. Освобождението идва през 1912 г. През 1941 – 43 година се построява ново училище с ентусиазираното участие на всички селяни. В двете световни войни вземат участие и са загинали много железничани.

## Религии
Жителите на селото са православни християни. В селото има 2 черкви.

## Обществени институции
- Народно читалище „Васил Коларов“;
- Кметство;
- Старчески дом;

## Културни и природни забележителности
Природна забележителност е река Вранещица или Стара река, която пресича от запад на изток цялата територия на селото и се влива в р. Струма. Най-високите места са 5-те чуки – Лунджовска с 1050 м надморска височина, Мурджовска със 750 м надморска височина, Бурча със 700 м надморска височина, Тупарска (с Куклите), Камено и Лазаровска чука по 650 м надморска височина. Една от най-интересните природни забележителности е „Момина скала“, надвиснала над р. Вранещица на 1 км от р. Струма. Местността е свързана с историята на селото. По време на османската власт тук се водили битки с поробителите. Един от тях харесал местна мома, която не отговаряла на щенията му. Тръгнал турчинът да я преследва, а тя побягнала и се изкачила на скалата. Като видяла, че турчинът ще я настигне, момичето скочило от високата скала и загинало, запазвайки своето достойнство.

## Редовни събития
Провежда се събор-земляческа среща с жителите на с. Железница, обл. Софийска, преселници в миналото от с. Железница, обл. Благоевград. Фолклорната група на селото редовно взема участие в събора „Пирин пее“, провеждан в местността Предела. На празника Свети Дух се провежда събор и курбан за здраве на жителите на селото, подобни събирания има и на други религиозни значими празници.

## Личности
Родени в Железница
- Александър Николов (1893 – 1923), комунист
- Доброта войвода, български хайдутин от XVI век;
- Иван Ангелов, македоно-одрински опълченец, 26-годишен, 3 рота на 5 одринска дружина, носител на орден „За храброст“ IV степен[5]
- Михаил Гребенаров (1843 - 1908), български книгоиздател
- Симеон Ангелов (? – 1902), български революционер
- Славе Македонски (1931 – 2002), български писател, македонист;
- Стоимен Карадаев, български революционер
- Стойне Ангелов, македоно-одрински опълченец, 29-годишен, четата на Дончо Златков, 1 рота на 15 щипска дружина[6]
- Стоян Атанасов, македоно-одрински опълченец, 3 рота на Кюстендилската дружина,7 кумановска дружина[7]
- Христо Стоименов, български революционер, деец на МФО, убит на 20 март 1923 година от дейци на ВМРО заедно с Петър Чочков от Серменин и Давитко Вангелов Панков от Горна Рибница[8]

Свързани с Железница
- Иван Поппанайотов Илиев (Панайотов Попилиев) е български учител в Железница, Бачево и Добринище, син на свещеника Панайот Илиев от Разлог и брат на Филип Илиев, чичовците му Стоян и Петър са свещеници в Добринище[9]